# Taiwani bialbipuncta
Taiwani bialbipuncta là một loài bướm đêm thuộc họ Erebidae. Nó được tìm thấy ở Đài Loan và miền đông Trung Quốc.
Con trưởng thành bay vào tháng 4, tháng 6 và tháng 9. Mỗi năm loài này có thể có vài thế hệ.
Sải cánh dài 12–16 mm. 